# گرومن جی-۴۴ ویدگئون
گرومن جی-۴۴ ویدگئون (به انگلیسی: Grumman G-44 Widgeon) یک هواپیمای ساختِ کارخانهٔ گرومن در کشور ایالات متحده آمریکا است. نخستین استفاده‌کنندهٔ این هواپیما نیروی دریایی ایالات متحده آمریکا بوده‌است. این هواپیما برای نخستین بار در ۱۹۴۰ میلادی مورد استفاده قرار گرفت.